# غلامحسین دلجو
غلامحسین دلجو (زادهٔ ۱۲ آذر ۱۳۲۳ در تهران) سیاستمدار و مدرس دانشگاه ایرانی است. وی شهردار پیشین تهران وسرپرست وزارت پست و تلگراف و تلفن بوده‌است.همچنین وی از ۲۴ شهریور ۱۳۶۹ تا ۱۵ فروردین ۱۳۷۳ مديرعامل و رئیس هیئت‌مدیره بیمه ایران بود.
بر اساس گزارش سایت شهرداری تهران، دلجو در آغاز مدیریت خود در شهرداری قول داده بود کلیه انبارهای بزرگ عمومی و خصوصی را به خارج شهر منتقل کند، اما بیش از همه سخنرانی وی به زبان عربی در اجلاس شهرداران پایتخت‌های کشورهای اسلامی در بین مردم باقی مانده‌است. او در بازگشت به تهران در پاسخ به خبرنگاران گفت: «زبان دوم ما در این کنفرانس به دلایل مکتبی و سیاسی زبان عربی بود که این عمل نتیجه مثبتی به همراه داشت.»